# Buldermanden
Buldermanden er en dansk børnefilm fra 1995, der er instrueret af Jesper W. Nielsen efter manuskript af Anker Li.

## Handling
De to søskende Ida og Skrubsak er på besøg hos mormor, en stram dame uden den store forståelse for små mennesker og deres tanker og følelser. Ved optræk til uartigheder truer hun med Buldermanden, der bor i skorstenen og spiser slemme børn. Mormor har foræret Skrubsak en bjæffende bamse, og hårdt ramt af jalousi foreslår storesøster Ida, at lillebror skal vise bamsen til Buldermanden. Skrubsak følger frygtløs Idas forslag - så langt, at han bliver hejst ned i den dybe skorsten. Sort-hvide billeder, mystisk lys og skæve kameravinkler er med til at øge stemningen af uhyggen i filmen, der efter både gys og grin ender godt for de to børn.

## Medvirkende
- Stephania Potalivo - Ida
- Maurice Blinkenberg - Skrubsak
- Birgitte Federspiel - Mormor
- Ingolf David - Buldermanden